# Mexicana Universal 2023
Mexicana Universal 2023 fue la 5.ª edición del certamen Mexicana Universal la cual se realizó en el Centro de Convenciones y Exposiciones de la ciudad de Aguascalientes, Aguascalientes el sábado 2 de septiembre de 2023. Treinta y un candidatas de toda la República Mexicana y una de la Comunidad mexicana en los Estados Unidos compitieron por el título nacional, el cual fue ganado por Melissa Flores de Michoacán quien compitió en Miss Universo 2023 en El Salvador. Flores fue coronada por la Mexicana Universal saliente Irma Miranda, convirtiéndose en la primera michoacana en competir en Miss Universo.
Posterior a la participación de Melissa Flores en El Salvador, se hizo oficial la pérdida de la franquicia de Miss Universo, finalizando con 29 años de enviar delegadas mexicanas por parte de Lupita Jones a este evento.
El título de Mexicana Internacional 2023 fue ganado por Valeria Villanueva de Colima quien compitió en Miss Internacional 2024 en Japón. El título de Mexicana Charm 2023 fue ganado por Tania Estrada de Chihuahua quien competiría en Miss Charm 2024 en USA. El título de Mexicana Orb Internacional 2023 fue ganado por Xiadani Saucedo de la Ciudad de México quien compitió en Miss Orb International 2024 en Costa Rica logrando colocarse dentro del Top 5. El título de Mexicana Hispanoamericana 2023 fue ganado por Carolina Pérez de Sinaloa quien compitió en Reina Hispanoamericana 2023 en Bolivia logrando colocarse dentro del Top 13.
El 12 de agosto de 2024 Tania Estrada renunció al título de Mexicana Charm 2023 luego de que la organización internacional cambiara la fecha del evento final a días de iniciar la concentración argumentando que más de la mitad de las candidatas no contaban con visa estadounidense para entrar al país sede y por supuesto, al no dar una nueva fecha para celebrar el concurso.
Tras la pérdida de la franquicia de Miss Universo, la organización nacional adquirió la franquicia de Miss Grand Internacional y el 27 de agosto de 2024 se hizo oficial la designación de Tania como Mexicana Grand 2024 compitiendo en Miss Grand Internacional 2024 en Tailandia logrando colocarse dentro del Top 20.
El 18 de octubre de 2024 tras la renuncia de Tania a la competencia de Miss Charm se hizo oficial la designación de Xiadani Saucedo de la Ciudad de México como Mexicana Charm 2024 compitiendo en Miss Charm 2024 en Vietnam logrando colocarse dentro del Top 6.

## Resultados
| Posición                                               | Candidata |
| Mexicana Universal 2023                                | - Michoacán - Melissa Flores Δ |
| Mexicana Internacional 2023                            | - Colima - Valeria Villanueva |
| Mexicana Charm 2023 (Designada Miss Grand México 2024) | - Chihuahua - Tania Estrada § |
| Mexicana Orb 2023 (Asumió Mexicana Charm 2024)         | - Ciudad de México - Xiadani Saucedo |
| Mexicana Hispanoamericana 2023                         | - Sinaloa - Carolina Pérez |
| 1.ª Finalista                                          | - Guerrero - Andrea Farill Δ |
| 2.ª Finalista                                          | - Estado de México - Mariana Logue Δ |
| 3.ª Finalista                                          | - Nayarit - Fernanda Mejía Δ |

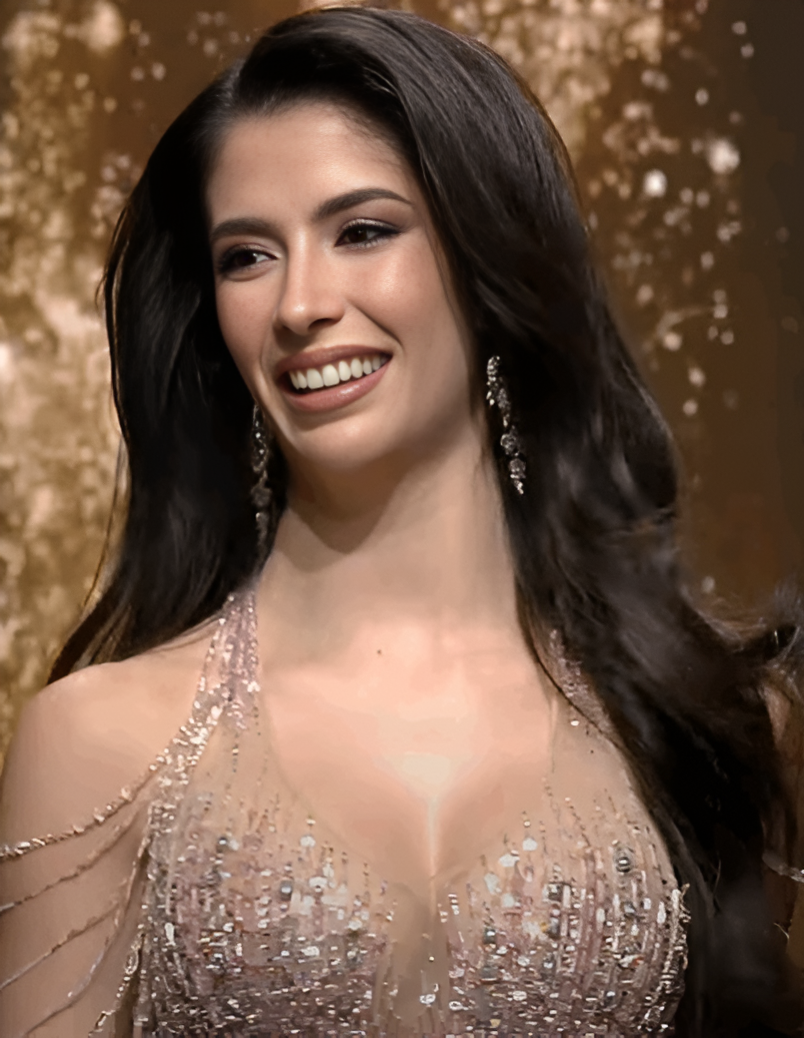
Tania Estrada
Mexicana Universal Chihuahua 2022, Miss Grand México 2024 y Semifinalista en Miss Grand Internacional 2024.

| 4.ª Finalista                                          | - Jalisco - María José de la Torre |
| 5.ª Finalista                                          | - Estados Unidos - Melody Murguía Δ |
| Top 16                                                 | - Aguascalientes - Deyanira Gutiérrez - Baja California - Alma Beltrán - Puebla - Teresa Arce - Querétaro - Esmeralda Meza - Sonora - Coralia Vega - Tabasco - Bárbara Aranguren |

- § Votada por el público vía internet para completar el cuadro de 16 semifinalistas.
- Δ Ganadora con más Charms obteniendo pase directo al cuadro de 16 semifinalistas.

### Premios Especiales
| Premio                              | Candidata                        |
| Mejor Traje Típico                  | - Jalisco - "Alebrije Guardiana" |
| Fajas Forma tu Cuerpo               | - Chihuahua - Tania Estrada      |
| Mejor Diseñador de Vestido de Noche | - Nayarit - Fernanda Mejía       |

### Jurado
- Verónica González López - Directora del Buró de Congresos y Visitantes de Aguascalientes
- Carlos Mesber - Productor Ejecutivo del programa "Siéntese quien pueda" de Univisión
- Evangelina Martí Espino - Diseñadora
- Federico Mainfelt - Director General de Travel Times Agencia de Viajes
- Karina González - Nuestra Belleza México 2011
- Dr. Gabriel Cabrera - Cirujano Plástico
- Karla Berumen - Mexicana Hispanoamericana 2017

## Candidatas
| Estado              | Candidata                           | Edad | Estatura | Residencia         |
| Aguascalientes      | Nancy Deyanira Gutiérrez Aviña      | 22   | 1.72     | Aguascalientes     |
| Baja California     | Alma Guadalupe Beltrán Gómez        | 26   | 1.65     | Ensenada           |
| Baja California Sur | Ángela Selene Zazueta Gil           | 28   | 1.69     | La Paz             |
| Campeche            | Alexia del Jesús Paredes Buenfil    | 25   | 1.70     | Champotón          |
| Chihuahua           | Tania Estrada Quezada               | 27   | 1.70     | Guerrero           |
| Ciudad de México    | Xiadani Saucedo Arrieta             | 25   | 1.77     | Ciudad de México   |
| Coahuila            | Ytana Marina Torres Fernández       | 25   | 1.80     | Cuatrociénegas     |
| Colima              | Valeria López Villanueva            | 24   | 1.73     | Manzanillo         |
| Durango             | Briseida Ayala López                | 27   | 1.79     | Guanaceví          |
| Estado de México    | Mariana Magdalena López Guerrero    | 28   | 1.72     | Naucalpan          |
| Estados Unidos      | Melody Deyanira Murguía Reyes       | 21   | 1.68     | Tucson             |
| Guanajuato          | María Alexia Cruz Parada            | 25   | 1.78     | León               |
| Guerrero            | Andrea Díaz Farill                  | 24   | 1.74     | Acapulco           |
| Hidalgo             | Daniela Mayte Oviedo Torres         | 20   | 1.65     | Ixmiquilpan        |
| Jalisco             | Cristina Villegas Murillo           | 27   | 1.74     | Guadalajara        |
| Jalisco             | María José de la Torre Cerda        | 25   | 1.77     | Atotonilco el Alto |
| Michoacán           | Melissa Flores Godínez              | 25   | 1.82     | San Pedro Cahro    |
| Morelos             | María Inés de los Santos Barreto    | 25   | 1.74     | Cuernavaca         |
| Nayarit             | Cora Fernanda Mejía Ramírez         | 23   | 1.70     | Xalisco            |
| Nuevo León          | Dania Steysie Sánchez Niño          | 26   | 1.71     | Aramberri          |
| Oaxaca              | Ximena Montiel Wong                 | 26   | 1.73     | Oaxaca             |
| Puebla              | María Teresa Arce Romero            | 24   | 1.75     | Puebla             |
| Querétaro           | Esmeralda Guadalupe Meza Justiniano | 25   | 1.68     | Querétaro          |
| Quintana Roo        | Ángeles Cecilia Sánchez Rivero      | 24   | 1.72     | Cancún             |
| San Luis Potosí     | Romina Esther Sandoval Gutiérrez    | 20   | 1.83     | Ciudad Valles      |
| Sinaloa             | Carolina Pérez Martínez             | 26   | 1.85     | Mazatlán           |
| Sonora              | Coralia Vega Jiménez                | 28   | 1.77     | Ciudad Obregón     |
| Tabasco             | Bárbara Paola Aranguren Rosique     | 24   | 1.73     | Cárdenas           |
| Tamaulipas          | Brenda Scarlett López Mercado       | 27   | 1.81     | Ciudad Victoria    |
| Veracruz            | Francis Barradas Aguilar            | 26   | 1.69     | Alto Lucero        |
| Yucatán             | Scandy Michelle Patrón Palma        | 27   | 1.74     | Mérida             |
| Zacatecas           | Lucero de Lira Salazar              | 24   | 1.73     | Villa García       |

## Sobre los Estados en Mexicana Universal 2023

### Reemplazos
- Durango - Paulina Rodelo renunció al título estatal y a su participación en la competencia nacional. Su 1.ª finalista Briseida Ayala fue nombrada como la nueva representante y titular estatal.
- Quintana Roo - Georgina Cabral renunció al título estatal y a su participación en la competencia nacional. Su 1.ª finalista Ángeles Sánchez fue nombrada como la nueva representante y titular estatal.
- Sonora - Alemar Morales renunció al título estatal y a su participación en la competencia nacional por la falta de apoyo por parte de su coordinación estatal. Su 1.ª finalista Coralia Vega quien había sido nombrada como designada del estado fue nombrada como la nueva titular estatal.
- Zacatecas - Julia Álvarez renunció al título estatal y a su participación en la competencia nacional por cuestiones personales y de salud. Su 3.ª finalista Lucero de Lira fue nombrada como la nueva representante y titular estatal.

### Estados designados a la competencia
- Jalisco - María José de la Torre (Posteriormente reina titular Mexicana Universal Jalisco 2022)
- Sonora - Coralia Vega (Posteriormente reina titular Mexicana Universal Sonora 2022)

### Estados que se retiran de la competencia
- Chiapas
- Tlaxcala

### Estados que regresan a la competencia
- Compitieron por última vez en 2020
  -  Durango
  -  Querétaro

- Compitieron por última vez en 2019
  -  Guerrero

## Crossovers
| Miss Universo - 2023: Michoacán - Melissa Flores Miss Internacional - 2024: Colima - Valeria Villanueva Miss Grand Internacional - 2024: Chihuahua - Tania Estrada (Top 20) Miss Tierra - 2018: Michoacán - Melissa Flores (Miss Earth-Fire) Miss Eco Internacional - 2020: Yucatán - Scandy Patrón (No Compitió) Miss Intercontinental - 2023: Jalisco - Cristina Villegas (1.ª Finalista) Miss Charm - 2024: Ciudad de México - Xiadani Saucedo (Top 6) - 2024: Chihuahua - Tania Estrada (No Compitió) Miss Cosmo - 2024: Estados Unidos - Melody Murguía (Top 10) - Representando a México Best Model of the World - 2019: Durango - Briseida Ayala (No Compitió) Top Model of the Universe - 2022: Durango - Briseida Ayala (No Compitió) Miss Orb - 2024: Ciudad de México - Xiadani Saucedo (Top 5) Reina Hispanoamericana - 2023: Sinaloa - Carolina Pérez (Top 13) Teen Universe - 2015: Colima - Valeria Villanueva (No Compitió) Miss Universe Mexico - 2024: Jalisco - Cristina Villegas (Top 10) - 2024: Querétaro - Esmeralda Meza (Top 16) Miss México - 2025: Estado de México - Mariana Logue (Por Competir) - Representando a Zacatecas - 2025: Querétaro - Esmeralda Meza (Por Competir) - Representando a Tabasco - 2024: Estados Unidos - Melody Murguía (Miss México Cosmo) Miss Earth México - 2019: Yucatán - Scandy Patrón (Miss Eco México) - Representando a Quintana Roo - 2018: Michoacán - Melissa Flores (Ganadora) - 2017: Nuevo León - Dania Sánchez Miss Intercontinental México - 2023: Jalisco - Cristina Villegas (Designada) Miss Model of the World México - 2018: Guerrero - Andrea Farill (Ganadora) Best Model of the World México - 2019: Durango - Briseida Ayala (Ganadora) Teen Universe México - 2015: Colima - Valeria Villanueva (Ganadora) - 2014: Yucatán - Scandy Patrón Mexicana Universal Ciudad de México - 2021: Ciudad de México - Xiadani Saucedo Mexicana Universal Durango - 2022: Durango - Briseida Ayala (1.ª Finalista) Mexicana Universal Jalisco - 2022: Jalisco - María José de la Torre (1.ª Finalista) | Mexicana Universal Quintana Roo - 2022: Quintana Roo - Ángeles Sánchez (1.ª Finalista) Mexicana Universal Sonora - 2022: Sonora - Coralia Vega (1.ª Finalista) Mexicana Universal Zacatecas - 2022: Zacatecas - Lucero de Lira (3.ª Finalista) Nuestra Belleza Chihuahua - 2016: Chihuahua - Tania Estrada (1.ª Finalista) Nuestra Belleza Nuevo León - 2016: Nuevo León - Dania Sánchez Miss Universe Jalisco - 2024: Jalisco - Cristina Villegas (Designada) Miss Universe Querétaro - 2024: Querétaro - Esmeralda Meza (Designada) Miss México USA - 2023: Estados Unidos - Melody Murguía (Ganadora) Miss Tabasco - 2025: Querétaro - Esmeralda Meza (Designada) Miss Zacatecas - 2025: Estado de México - Mariana Logue (Designada) Miss Earth Michoacán - 2018: Michoacán - Melissa Flores (Ganadora) Miss Earth Nuevo León - 2017: Nuevo León - Dania Sánchez (Ganadora) Miss Earth Quintana Roo - 2019: Yucatán - Scandy Patrón (Ganadora) Miss Earth Yucatán - 2016: Yucatán - Scandy Patrón (Miss Earth Yucatán-Air) Miss Model of the World Guerrero - 2018: Guerrero - Andrea Farill (Designada) Best Model of the World Durango - 2019: Durango - Briseida Ayala (Designada) Teen Universe Colima - 2015: Colima - Valeria Villanueva (Ganadora) Teen Universe Yucatán - 2014: Yucatán - Scandy Patrón (Ganadora) Flor Tabasco - 2017: Tabasco - Bárbara Aranguren (Ganadora) Nuestra Reina Xalisco - 2019: Nayarit - Fernanda Mejía (Ganadora) Señorita Turismo Región de los Altos - 2015: Jalisco - María José de la Torre (1.ª Finalista) Señorita Atotonilco el Alto - 2015: Jalisco - María José de la Torre (Ganadora) Reina de Ciudad Valles - 2022: Nayarit - Romina Sandoval (Ganadora) Reina del Carnaval de Mazatlán - 2022: Sinaloa - Carolina Pérez (Ganadora) Reina FENAHUAP - 2022: Nayarit - Romina Sandoval (Ganadora) Reina de la Feria de Nayarit - 2020: Nayarit - Fernanda Mejía (1.ª Finalista) Reina de la Independencia Ciudad Valles - 2022: Nayarit - Romina Sandoval (Ganadora) Reina UACH - 2015: Chihuahua - Tania Estrada |